# Красная Смена (Червенский район)
Красная Смена, также Красино (бел. Красная (Чырвоная) Змена, Красiна) — деревня в Ляденском сельсовете Червенского района Минской области.

## География
Располагается в 19 километрах к северо-востоку от райцентра, 83 км от Минска.

## История
Населённый пункт существовал в XIX веке как усадьба, затем — фольварок Юровичи в составе Юровичской волости Игуменского уезда Минской губернии. Согласно переписи населения Российской империи 1897 года в фольварке было 9 дворов, проживал 81 человек. На 1908 год здесь насчитывалось 3 двора и 58 жителей. В 1917 году входил в состав Хуторской волости, здесь было 8 дворов и 45 жителей (23 мужчины и 22 женщины). После установления советской власти на месте бывшего фольварка был построен посёлок Юровичи. 20 августа 1924 года вошёл в состав вновь образованного Хуторского сельсовета Червенского района Минского округа (с 20 февраля 1938 — Минской области). Согласно переписи населения СССР 1926 года в посёлке насчитывалось 18 дворов, проживали 117 человек. На топографической карте рабоче-крестьянской Красной армии 1936 года населённый пункт отмечен как Красная Смена (Червона Змена). Во время Великой Отечественной войны деревня была оккупирована немецко-фашистскими захватчиками в июле 1941 года. На фронтах погибли 4 жителя деревни. Освобождена в июле 1944 года На 1960 год население деревни составляло 123 человека. В 1980-е годы деревня относилась к совхозу «Нива». На 1997 год насчитывалось 38 домов, 69 жителей. 30 октября 2009 года в связи с упразднением Хуторского сельсовета деревня вошла в Колодежский сельсовет, в 2013 году передана в Ляденский сельсовет.

## Археология
В 400 метрах к северу от деревни обнаружен курганный могильник из 10 насыпей, датируемый железным веком, а также захоронения дреговичей X—XIII веков.

## Население
- 1897 — 9 дворов, 81 житель
- 1908 — 3 двора, 58 жителей
- 1917 — 8 дворов, 45 жителей
- 1926 — 18 дворов, 117 жителей
- 1960 — 123 жителя
- 1997 — 38 дворов, 69 жителей
- 2013 — 21 двор, 41 житель